# امامزاده دهچال
امامزاده دهچال، روستایی از توابع بخش مرکزی شهرستان خنداب در استان مرکزی ایران است.یکی از شهدای این روستا حسن بهرامی است

## جمعیت
این روستا در دهستان دهچال قرار دارد و براساس سرشماری مرکز آمار ایران در سال ۱۳۸۵، جمعیت آن ۴۷۲ نفر (۱۱۷خانوار) بوده‌است.